# Moto Guzzi V 1000-serie
De Moto Guzzi V 1000 I-Convert en de Moto Guzzi V 1000 G5 zijn twee modellen van motorfietsen van het merk Moto Guzzi die van 1975 tot 1985 werden geproduceerd. Vanaf 1978 werden ook de 1000 SP en de 1000 SP NT 80 uitgebracht, die later werden opgevolgd door de 1000 SP II en de 1000 SP III. In 1987 verscheen ook een "spaarversie", de Mille GT. Deze werd in 1994 opgevolgd door de 1000 Strada.

## Voorgeschiedenis
Op basis van de Moto Guzzi V7 waren al vanaf 1971 850 cc modellen geïntroduceerd. In 1973 werd Moto Guzzi overgenomen door Alejandro de Tomaso, die meteen de modellen in elk geval qua uiterlijk liet moderniseren door de auto-ontwerpers die hij in dienst had. Dat leverde de nieuwe 850 T op. Moto Guzzi ging samen met Benelli, dat eveneens eigendom van de Tomaso was geworden, lichtere motorfietsen van 125- tot 400 cc produceren. De zware V-twins van Moto Guzzi bleven in productie, werden zelfs verder ontwikkeld en aangevuld met een 1000 cc versie met een automatische versnellingsbak, de V 1000 I-Convert.

## V 1000 I-Convert
De V 1000 I-Convert (ook wel Hydro-Convert genoemd) verscheen in 1975. Het was een zeer luxe toermotor, die met zijn kofferset en toerruit leek op de 850 T3 California. Doordat de boring was vergroot tot 88 mm kwam de cilinderinhoud op 948,8 cc. Bijzonder was de koppelomvormer, die werkte als automatische koppeling. Er waren weliswaar twee versnellingen aan boord, maar de versnelling moest vóór het wegrijden gekozen worden: de eerste versnelling voor lage snelheden binnen de bebouwde kom, de tweede versnelling voor de hogere snelheden. In de tweede versnelling kon gemakkelijk weggereden worden. De V 1000 I-Convert was bedoeld als politiemotor, en werd als zodanig ook verkocht aan politiekorpsen in Soedan, Lausanne en een aantal Amerikaanse staten. Maar hij werd ook aan burgers verkocht. Het succes was beperkt, zoals later ook Honda zou ondervinden, toen het later de "Hondamatic" modellen zou uitbrengen. Motorrijders wilden kennelijk graag schakelen. Toch bleef de machine tot begin 1985 in productie.

### Motor
De motor was een luchtgekoelde langsgeplaatste 90° V-twin die 61 pk leverde, nauwelijks meer dan de 850 cc modellen uit die periode. Zowel de cilinders als de cilinderkoppen waren van aluminium, maar de cilinderbussen waren verchroomd. De kleppen stonden onder een hoek om zo een bolvormige verbrandingskamer te verkrijgen. Ze werden bediend door stoterstangen en tuimelaars vanaf een nokkenas die boven de krukas lag. De 30 mm carburateurs kwamen van Dell'Orto. Ze waren identiek aan die van de 850 cc modellen. Een wisselstroomdynamo was op de voorkant van de krukas gemonteerd. De startmotor zat aan de linkerkant naast de versnellingsbak. De krukas draaide in glijlagers, evenals de drijfstangen.

### Aandrijflijn
Vanaf het vliegwiel werd de hydraulische koppelomvormer rechtstreeks aangedreven. Die nam vrij veel ruimte in beslag, maar dat werd gecompenseerd doordat er in de versnellingsbak slechts twee overbrengingsverhoudingen zaten. De secundaire aandrijving gebeurde met de gebruikelijke cardanas.

### Rijwielgedeelte
De V 1000 I-Convert had een dubbel wiegframe met een telescoopvork aan de voorkant en een swingarm met twee veer/demperelementen achter. Het integraal remsysteem van Moto Guzzi zorgde ervoor dat een van de voorste remschijven samen met de achterste schijf werd bediend met behulp van het rempedaal, terwijl de tweede voorschijf met het handremhendel kon worden bijgeschakeld. Opmerkelijk waren de twee kleine winddeflectoren die aan de bovenkant van de valbeugels waren bevestigd. De machine had standaard een in de kleur van de motor gespoten kofferset en een grote toerruit.

## V 1000 G5, 1000 SP en 1000 SP NT 80
In 1978 bracht Moto Guzzi voor al die mensen die liever zelf schakelden een drietal modellen uit met een voetgeschakelde vijfversnellingsbak. Motorisch waren ze vrijwel identiek aan de V 1000 I-Convert. Wél kregen ze alle drie radiaalbanden en zesspaaks gietwielen. De V 1000 G5 was ook uiterlijk bijna gelijk aan de I-Convert, maar de koffers waren niet in de kleur van de motor gespoten. De 1000 SP had een in de eigen windtunnel ontwikkelde volledige stroomlijnkuip. Dat was ook nodig, want concurrent BMW had al in 1976 de R 100 RS uitgebracht, de eerste motorfiets die vanaf de fabriek een volledige stroomlijn had. Bij de 1000 SP zat de onderkuip aan het frame vast, terwijl het bovenste deel met het stuur mee draaide. Het voordeel daarvan was dat de kuip compact gebouwd kon worden, want er hoefde geen ruimte gemaakt te worden om het stuur er in te kunnen laten draaien. Het nadeel was dat een dergelijke grote stuurkuip zijn invloed uitoefende op de voorkant van de motor. De 1000 SP was veel moderner vormgegeven en werd ook in two-tone kleuren geleverd, waarbij de spatborden in de kleur van de motorfiets gespoten waren. De uitlaat was iets omhoog gebogen. De 1000 SP NT 80 was vrijwel identiek aan de gewone SP, maar hij had de rechte uitlaat van de G5 en een in glanslak gespoten frame.

## 1000 SP II
In 1984 werd de 1000 SP opgevolgd door de SP II. Die kreeg een iets sterkere (67 pk) motor en net als de 850 T5 kreeg de machine een 16 inch voorwiel om het stuurgedrag te verbeteren. Ook werden de stuurkuip en het duozadel iets anders vormgegeven. Omdat inmiddels de lichte modellen V 35 en V 50 waren uitgebracht, kregen de zwaardere modellen vanaf 1984 dezelfde vierkante koelribben rondom de cilinders.

## 1000 SP III
In 1988 verscheen de 1000 SP III. Moto Guzzi had inmiddels een paar oplossingen gevonden voor het toch wat nerveuze stuurgedrag van een aantal machines. De 16 inch banden werden (ook bij de 850 T5) weer afgezworen en de meedraaiende stuurkuip ook. De 1000 SP III kreeg een volledige stroomlijnkuip uit één stuk die aan het frame gemonteerd was. In plaats van de zijdeksels was een groot stuk kunststof geplaatst, waardoor de hele motorfiets opnieuw een moderner en gladder uiterlijk kreeg. De grootste concurrent was inmiddels de BMW K 100 RT geworden, die een vergelijkbare afwerking had.

## Mille GT
De Mille GT verscheen eind 1987. Het was een soort "spaarversie" van de 1000 cc modellen. De naam "Mille" (1000) correspondeerde met die van andere typen, die een volledig uitgeschreven cilinderinhoud kregen, zoals de Trentacincque (350) GT en de Sessantacinque (650) GT. De Mille GT was een naked bike, zonder toerscherm of stroomlijnkuip en zonder kofferset, maar hij behield de luchtondersteunde voorvork. De achterschokdempers waren normale, hydraulisch gedempte exemplaren van het merk Koni. De Borrani velgen waren van aluminium, maar voorzien van gewone spaken. De Mille GT had, ondanks de standaard gemonteerde stuurdemper, wat last van pendelen bij hoge snelheden, met name in bochten.

## 1000 Strada
De 1000 Strada kwam samen met de 750 Strada op de markt. Als spaarmodel was het de opvolger van de Mille GT. Uiterlijk waren er weinig verschillen, hoewel de Strada er iets moderner en sportiever uitzag. Het frame was nu zwart (bij de Mille GT in de kleur van de tank gespoten), er was minder chroom gebruikt. Er waren nieuwe knipperlichten en ronde spiegels gemonteerd. Er zou aanvankelijk een elektronische ontsteking gemonteerd worden, maar door het faillissement van toeleverancier Motoplat moest men teruggrijpen op contactpuntjes. Dankzij grotere (36 mm) carburateurs en een hogere compressieverhouding leverde de 1000 Strada 71 pk.

## Technische gegevens
| Moto Guzzi             | V 1000 I-Convert                          | V 1000 G5                                 | 1000 SP                                   | 1000 SP II                                | 1000 SP III                               | Mille GT                                  | 1000 Strada                               |
| ---------------------- | ----------------------------------------- | ----------------------------------------- | ----------------------------------------- | ----------------------------------------- | ----------------------------------------- | ----------------------------------------- | ----------------------------------------- |
| Periode                | 1975-1985                                 | 1978-1983                                 | 1978-1984 (SP 80 NT tot 1983)             | 1985-1988                                 | 1989-1993                                 | 1987-1993                                 | 1994-1995                                 |
| Categorie              | toermotor                                 | toermotor                                 | toermotor                                 | toermotor                                 | toermotor                                 | toermotor                                 | toermotor                                 |
| Motortype              | kopklepmotor                              | kopklepmotor                              | kopklepmotor                              | kopklepmotor                              | kopklepmotor                              | kopklepmotor                              | kopklepmotor                              |
| Bouwwijze              | langsgeplaatste 90° V-twin                | langsgeplaatste 90° V-twin                | langsgeplaatste 90° V-twin                | langsgeplaatste 90° V-twin                | langsgeplaatste 90° V-twin                | langsgeplaatste 90° V-twin                | langsgeplaatste 90° V-twin                |
| Cilinder               | aluminium                                 | aluminium                                 | aluminium                                 | aluminium                                 | aluminium                                 | aluminium                                 | aluminium                                 |
| Cilinderkop            | aluminium                                 | aluminium                                 | aluminium                                 | aluminium                                 | aluminium                                 | aluminium                                 | aluminium                                 |
| Klepopstelling         | kopkleppen                                | kopkleppen                                | kopkleppen                                | kopkleppen                                | kopkleppen                                | kopkleppen                                | kopkleppen                                |
| Klepbediening          | stoterstangen en tuimelaars               | stoterstangen en tuimelaars               | stoterstangen en tuimelaars               | stoterstangen en tuimelaars               | stoterstangen en tuimelaars               | stoterstangen en tuimelaars               | stoterstangen en tuimelaars               |
| Carburateurs           | Dell'Orto VHB 30 CD en CS                 | Dell'Orto VHB 30 CD en CS                 | Dell'Orto VHB 30 CD en CS                 | Dell'Orto VHB 30 CD en CS                 | Dell'Orto VHB 30 CD en CS                 | Dell'Orto VHB 30 CD en CS                 | Dell'Orto 36 mm                           |
| Ontsteking             | bobine                                    | bobine                                    | bobine                                    | bobine                                    | bobine                                    | bobine                                    | bobine                                    |
| boring                 | 88 mm                                     | 88 mm                                     | 88 mm                                     | 88 mm                                     | 88 mm                                     | 88 mm                                     | 88 mm                                     |
| slag                   | 78 mm                                     | 78 mm                                     | 78 mm                                     | 78 mm                                     | 78 mm                                     | 78 mm                                     | 78 mm                                     |
| Cilinderinhoud         | 948,8 cc                                  | 948,8 cc                                  | 948,8 cc                                  | 948,8 cc                                  | 948,8 cc                                  | 948,8 cc                                  | 948,8 cc                                  |
| Smeersysteem           | wet-sump                                  | wet-sump                                  | wet-sump                                  | wet-sump                                  | wet-sump                                  | wet-sump                                  | wet-sump                                  |
| Compressieverhouding   | 9,2:1                                     | 9,2:1                                     | 9,2:1                                     | 9,2:1                                     | 9,2:1                                     | 9,2:1                                     | 9,5:1                                     |
| Max. Vermogen          | 61 pk bij 6.500 tpm                       | 64 pk bij 6.200 tpm                       | 64 pk bij 6.200 tpm                       | 67 pk bij 6.700 tpm                       | 67 pk bij 6.700 tpm                       | 65 pk bij 6.700 tpm                       | 71 pk bij 6.800 tpm                       |
| Topsnelheid            | 176 km/h                                  | 180 km/h                                  | 180 km/h                                  | 200 km/h                                  | 195 km/h                                  | 185 km/h                                  | 196 km/h                                  |
| Primaire aandrijving   | rechtstreeks                              | rechtstreeks                              | rechtstreeks                              | rechtstreeks                              | rechtstreeks                              | rechtstreeks                              | rechtstreeks                              |
| Koppeling              | hydraulische koppelomvormer               | meervoudige droge platenkoppeling         | meervoudige droge platenkoppeling         | meervoudige droge platenkoppeling         | meervoudige droge platenkoppeling         | meervoudige droge platenkoppeling         | meervoudige droge platenkoppeling         |
| Versnellingen          | 2 voetgeschakeld                          | 5 voetgeschakeld                          | 5 voetgeschakeld                          | 5 voetgeschakeld                          | 5 voetgeschakeld                          | 5 voetgeschakeld                          | 5 voetgeschakeld                          |
| Secundaire aandrijving | cardan                                    | cardan                                    | cardan                                    | cardan                                    | cardan                                    | cardan                                    | cardan                                    |
| frame                  | dubbel wiegframe                          | dubbel wiegframe                          | dubbel wiegframe                          | dubbel wiegframe                          | dubbel wiegframe                          | dubbel wiegframe                          | dubbel wiegframe                          |
| Wielbasis              | 1470 mm                                   | 1470 mm                                   | 1470 mm                                   | 1470 mm                                   | 1470 mm                                   | 1530 mm                                   | onbekend                                  |
| Vering vóór            | telescoopvork                             | telescoopvork                             | telescoopvork                             | telescoopvork                             | telescoopvork                             | telescoopvork                             | telescoopvork                             |
| Vering achter          | swingarm met hydraulische schokdempers    | swingarm met hydraulische schokdempers    | swingarm met hydraulische schokdempers    | swingarm met hydraulische schokdempers    | swingarm met hydraulische schokdempers    | swingarm met hydraulische schokdempers    | swingarm met hydraulische schokdempers    |
| Banden                 | 18" × 4,10                                | Vóór 100/90 × 18", achter 110/90 × 18"    | Vóór 100/90 × 18", achter 110/90 × 18"    | Vóór 110/90 × 16", achter 120/90 × 18"    | Vóór 110/90 × 18", achter 120/90 × 18"    | Vóór 110/90 × 18", achter 120/90 × 18"    | Vóór 110/90 × 18", achter 120/90 × 18"    |
| Rem(men)               | schijfremmen rondom, integraal remsysteem | schijfremmen rondom, integraal remsysteem | schijfremmen rondom, integraal remsysteem | schijfremmen rondom, integraal remsysteem | schijfremmen rondom, integraal remsysteem | schijfremmen rondom, integraal remsysteem | schijfremmen rondom, integraal remsysteem |
| Gewicht                | 261 kg                                    | 220 kg                                    | 220 kg                                    | 220 kg                                    | 230 kg                                    | 215 kg                                    | 210 kg                                    |
| Tankinhoud             | 24 liter                                  | 24 liter                                  | 24 liter                                  | 26 liter                                  | 22 liter                                  | 22,5 liter                                | 22,5 liter                                |
| Voorganger             | Geen                                      | Geen                                      | Geen                                      | 1000 SP                                   | 1000 SP II                                | geen                                      | Mille GT                                  |
| Opvolger               | Geen                                      | Geen                                      | 1000 SP II                                | 1000 SP III                               | geen                                      | 1000 Strada                               | geen                                      |